# 石井真
石井 真（いしい まこと、1976年2月24日 - ）は、日本の男性声優。リマックス所属。千葉県出身。愛称は「まこっつ」。

## 来歴
保育所の時に『機動戦士ガンダム』を見て声優に興味を持つ。
小学2年生の時に買った『キン肉マン』のアニメコミックで神谷明の名前を発見して初めて声優という仕事を意識した。
両親には声優志望を伝えていたが、「とにかく大学には行け」と言われ大学に進学、大学3年生の時に勝田声優学院に入学し、大学と声優の勉強を両立していた。
1999年勝田声優学院卒業後、2001年映像テクノアカデミア卒業を経て、2001年からマウスプロモーションに所属。
2013年3月31日、マウスプロモーションを離籍しフリーとなる。2014年9月1日付けでリマックスに所属。

## 人物
愛称である「まこっつ」は、浅井清己から呼ばれており、またアフレコ現場にでも他の同業者から「まこっつ」の愛称で慕われている。
2009年7月5日にtrue tearsのファンイベントが、実際にアニメにも登場した「南砺市城端伝統芸能会館『じょうはな座』」で行われた際、南砺市市長より、名塚佳織・井口裕香ら出演者、スタッフとともに南砺市観光大使に任命された。
趣味・特技は空手。音域はG - D（テノール）。

## 出演
太字はメインキャラクター。

### テレビアニメ
2002年
- ヴァイスクロイツ グリーエン

2003年
- 攻殻機動隊 STAND ALONE COMPLEX（辻崎ユウ、ホテルマン）

2004年
- お伽草子（野次馬B）
- 蒼穹のファフナー（真壁一騎）
- ぱずりーず（ぽお）
- 双恋（桧山優也）
- ブラック・ジャック（2004年 - 2005年、山下、ラルゴ、フォル、マサ 他）
- ポケットモンスター アドバンスジェネレーション（ジミー）
- 無人惑星サヴァイヴ（ルイ）
- 妄想代理人

2005年
- IGPX（少年A）
- GIRLSブラボー second season（中川）
- 焼きたて!!ジャぱん（要博士）
- 蒼穹のファフナー RIGHT OF LEFT（真壁一騎）

2006年
- ブラック・ジャック21（若い頃のベン、ラルゴ）
- ぷるるんっ!しずくちゃん（2006年 - 2007年、なみだ君）- 2シリーズ
- まじめにふまじめ かいけつゾロリ（ピエール）
- よみがえる空 -RESCUE WINGS-（武田駿介）

2007年
- あたしンち（特攻隊・トシオ）
- おおきく振りかぶって（秋丸恭平）
- CLANNAD-クラナド-（男子生徒）
- 獣神演武 -HERO TALES-（手下）
- 人造昆虫カブトボーグ V×V（カメーダ・カーメダ）
- 名探偵コナン（2007年 - 2023年、傳久、古庄、深海治行、藤出頼人、新田司 他）

2008年
- しゅごキャラ!!どきっ（サンタ）
- true tears（仲上眞一郎）
- のだめカンタービレ シリーズ（2008年 - 2010年、ロラン・シュヴァリエ）- 2シリーズ
- BLASSREITER（レオ）
- ポケットモンスター ダイヤモンド&パール（タイキ、タイキ似の少年）
- まめうしくん（ゴーストチキン）

2009年
- グイン・サーガ（アストリアス）
- シャングリ・ラ（草薙国仁）
- ティアーズ・トゥ・ティアラ（アルサル）

2010年
- ぬらりひょんの孫（良太猫）
- ポケットモンスター ベストウイッシュ（2010年 - 2013年、コーン）- 2シリーズ
- メタルファイト ベイブレード 爆（サルハン）

2011年
- 世界一初恋2（逸見）
- 未来日記（西島真澄）

2012年
- ぴっちぴち♪しずくちゃん（なみだ君）

2013年
- 恋旅〜True Tours Nanto（西匠）
- ドラえもん（テレビ朝日版第2期）（2013年 - 2018年、番犬貯金箱、犬）

2015年
- 蒼穹のファフナー EXODUS（真壁一騎）
- ガンダムビルドファイターズトライ（トミタ・ルイ）

2016年
- クレヨンしんちゃん（瀬段則康）
- ジョジョの奇妙な冒険 ダイヤモンドは砕けない（乙雅三 / チープ・トリック）
- パズドラクロス（龍喚士の青年）
- ビッグオーダー（ローリン・ライト）
- 魔法つかいプリキュア!（2016年 - 2025年、フランソワ〈2代目〉）- 2シリーズ

2018年
- ニル・アドミラリの天秤（笹乞藤一郎、磯川富彦）<

2019年
- 爆丸バトルプラネット（2019年 - 2020年、シャルゴ・ローニン）
- ありふれた職業で世界最強（2019年 - 2024年、ウィル・クデタ、ミハイル、アルフレリック・ハイピスト） - 3シリーズ

2020年
- BORUTO-ボルト- NARUTO NEXT GENERATIONS（ドクター）

2021年
- 女神寮の寮母くん。（担任の先生）

2024年
- 青のミブロ（松平容保）

### 劇場アニメ
- ぼくの孫悟空（2003年）
- ブラック・ジャック ふたりの黒い医者（2005年、ラルゴ[18]）
- 昆虫物語 みつばちハッチ〜勇気のメロディ〜（2010年、アリハチ）
- 蒼穹のファフナー HEAVEN AND EARTH（2010年、真壁一騎）
- 名探偵コナン 天空の難破船（2010年、作業員）
- 世界一初恋〜横澤隆史の場合〜（2014年、逸見和真）
- 映画 魔法つかいプリキュア! 奇跡の変身!キュアモフルン!（2016年、フランソワ[19]）

### OVA
- 名探偵コナン 謎のすい星怪獣を追え!（2001年、記者）小学館図鑑付録ビデオ
- Memories Off 2nd（2003年）
- 東京大学物語（2004年）
- 1ねん1くみシリーズ（2006年）
- OVA ToHeart2（2008年、真委員長）
- 蒼穹のファフナー THE BEYOND（2019年 - 2021年、真壁一騎[20]）
- 蒼穹のファフナー BEHIND THE LINE（2023年、真壁一騎[21]）

### ゲーム
2004年
- ToHeart2（真委員長）
- どろろ
- 風雲 新撰組（沖田総司）
- 双恋 -フタコイ-
- フルハウスキス（坂巻蓮）

2005年
- うるるんクエスト 恋遊記（海松）
- 蒼穹のファフナー（真壁一騎）
- 風雲 幕末伝（沖田総司）
- 義経英雄伝（平敦盛）
- 義経英雄伝修羅（平敦盛）

2006年
- カルネージハートポータブル（ケイゴ・ジョーンズ）
- クラッシュ・バンディクー フェスティバル（クラッシュ・バンディクー、ニセクラッシュ）

2007年
- セツの火（乃鳥八城）
- プリンセスナイトメア（小早川真治、プリンス・カオス・クリムゾン）
- プリンセスメーカー5（ロッシェ）

2008年
- ティアーズ・トゥ・ティアラ 花冠の大地（アルサル・プィル）
- テイルズ オブ ヴェスペリア（ラピード）

2009年
- 断罪のマリア（イルミナ）
- ティアーズ・トゥ・ティアラ外伝 -アヴァロンの謎-（アルサル・プィル）

2010年
- 剣と魔法と学園モノ。3（セルシア、エルフ・男）

2012年
- 断罪のマリア 〜ラ・カンパネラ〜（イルミナ）
- ファイアーエムブレム 覚醒（ロラン）
- 嫁コレ（真壁一騎）

2013年
- スーパーロボット大戦UX（真壁一騎）
- 断罪のマリア Complete Edition（イルミナ）
- グランブルーファンタジー（ヴェセラゴ、ヴァンパイアの男）

2016年
- 怪盗夜想曲 〜ファントムノクターン〜（拳法怪盗シナバー）
- クイズRPG 魔法使いと黒猫のウィズ（ウィールライト＝レッジ、シフトメア）
- ニル・アドミラリの天秤 帝都幻惑綺譚（笹乞藤一郎）
- ぷよぷよ!!クエスト（2016年 - 2019年、ヤマト、マルス、アポストロス）

2017年
- テイルズ オブ ザ レイズ（ラピード）
- アナザーエデン 時空を超える猫（セヴェン、ベネディト）

2019年
- テイルズ オブ ヴェスペリア REMASTER（ラピード）

2020年
- 崩壊3rd（後崩壊書「主人公」）

2023年
- ファイアーエムブレム ヒーローズ（ロラン）

### ラジオ
- ティアーズ・トゥ・ティアラWebラジオ（ニコニコアニメチャンネル：2008年11月29日 - 2009年10月2日）
- true tears こちらチューリップ放送局 えくすてんど#1（2009年11月）
- チョコラジ チョコレートガールズ2公演記念（音泉：2010年12月28日 - ）
- 蒼穹のファフナーWEBラジオ（ニコニコ生放送：2012年7月27日 - 12月28日）
- 「蒼穹のファフナー EXODUS」公開WEBラジオ収録生中継（ニコニコ生放送：2014年6月28日 - 10月25日）
- WEBラジオ「蒼穹のファフナー EXODUS」（ニコニコ生放送：2015年2月3日 - ）
- RCC（中国放送）ラジオ「ラジプリズム」（2019年7月25日）
- 「蒼穹のファフナー THE BEYOND」WEBラジオ（2020年9月21日 - 2021年11月4日）
- 「蒼穹のファフナー BEHIND THE LINE」WEBラジオ（2022年12月20日 - ）全3回

### CD
- 教育出版『国語表現I 改訂版』音声CD
- 蒼穹のファフナー キャラクターズアルバム 一騎 -Flugel-（真壁一騎）
- 断罪のマリア シリーズ（イルミナ）
  - 断罪のマリア ドラマティックサウンドトラック エデンの夜想曲
  - 断罪のマリア キャラクターソングアルバム gran jubilee vol.3 天の揺り篭編
- 百歌声爛 -男性声優編III-
- プリンセスナイトメア シリーズ（プリンス・カオス・クリムゾン）
  - プリンセスナイトメア キャラクターソングコレクション Vol.3「共犯者」
  - プリンセスナイトメア キャラクターソングコレクションアルバム「悪しき者の晩餐会」

### ドラマCD
- サクラ大戦
- 星界の戦旗（イドリア）
- センチメンタルプレリュード〜夏の終わりのセレナーデ〜（主人公）
- 蒼穹のファフナー シリーズ（真壁一騎）
  - FAFNER in the azure -NO WHERE- 〜蒼穹のファフナー BGM & ドラマアルバム
  - FAFNER in the azure -NOW HERE- 〜蒼穹のファフナー BGM & ドラマアルバム II
  - 蒼穹のファフナー ドラマCD（1） STAND BY ME
  - 蒼穹のファフナー ドラマCD（2） GONE / ARRIVE
  - 蒼穹のファフナー EXODUS ドラマCD THE FOLLOWER2
- 戦う!セバスチャン
- チヒロ☆ちひろ（河合貴志）
- テイルズ オブ ヴェスペリア第1 - 5巻（ラピード）
- true tears（仲上眞一郎）
- 無人惑星サヴァイヴ〜メノリ・ノクターン〜
- Yo−Jin−Bo 〜蒼月城の魔剣〜（オロチ）

### BLCD
- GATENなアイツ
- 仔羊捕獲ケーカク!
- こんな上司に騙されて2（木村）
- 親友〜枯葉の輪舞（タケル）
- ピーターにくちづけを（M）
- 魅せられて（巽）
- LOVE MODE 6

### 吹き替え

#### 映画
- アバウト・ア・ボーイ
- アメリカン・グラフィティ2（ミルナー）
- アルファ・ドッグ 破滅へのカウントダウン（ザック・マズルスキー〈アントン・イェルチン〉）
- 頭文字D
- ヴァンパイア・ハンター
- キャプテン・ウルフ
- シティ・オブ・ゴッド（アセロラ）
- スウィンドル-強奪計画-（リッチー）
- ズートスーツ
- ハイスクール・ミュージカル/ザ・ムービー（ドニー・ディオン）
- パスポート to パリ
- ベイビー・トーク 3 ワンダフルファミリー（バジル）
- 冒険王

#### ドラマ
- I Love オリバー
- ER緊急救命室
- F.B.EYE!! 相棒犬リーと女性捜査官スーの感動!事件簿
- 堕ちた弁護士 -ニック・フォーリン-（イーサン）
- おとぼけスティーブンス一家（ラリー）
- 輝くか、狂うか（ワン・ウク〈イム・ジュファン〉）
- glee/グリー（カート・ハメル〈クリス・コルファー〉）
- GO!GO!ジェット
- S.A.S. 英国特殊部隊（ジェム）
- サード・ウォッチ
- ザ・ソプラノズ 哀愁のマフィア
- サンダーストーン 未来を救え!（ブリー）
- 新・イヴのすべて 〜愛とキャリアを賭けた女神たち〜（リー・チャオヤン）
- ダラス（ピーター）
- 22世紀ファミリー フィルにおまかせ
- 初恋
- バビロン5
- ふたりはお年ごろ
- 名探偵モンク
- リジー&Lizzie
- 流星花園
- ローマン・ブラザーズ
- 私はケイトリン

#### テレビ番組
- ドリュー・ケリー DE ショー!

#### アニメ
- アーチーでなくっちゃ 相棒は原始人!?（レジー）
- ウィークエンダー（レアード）
- 海底2万マイル〜海底に消えた真実の物語〜
- クランプ・ツインズ
- サウスパーク（カナダ人騎馬警官 他）
- THE MUMMY〜ハムナプトラ〜
- ティーン・タイタンズ（ライトニング）

### 実写
- プリンセスナイトメア 朗読劇DVD

### 舞台
- 蒼穹のファフナー FACT AND RECOLLECTION（2010年12月16日 - 21日）- 開演前アナウンス、公演後アフタートーク
- チョコレートガールズ（KOYA-MAP、2010年2月10日-14日）- 小石川 役
- チョコレートガールズ2 〜チョコレートガールズ vs アズキガールズ〜（2011年2月9日 - 14日）

### その他コンテンツ
- docomo
- ヒューリック ビズフレックス BRAND MOVIE
- 昭和産業 もう包まない！混ぜ餃子の素 webCM
- フジッコ
  - 善玉菌のチカラ インフォマーシャル
  - クロクロ インフォマーシャル
- HONDA
- TCGメンバーズカード シネアド
- NHK高校講座 家庭総合
- JAZZ-ON!（2019年 - 2022年、智川翔琉[31][32]）
- ありふれた職業で世界最強 ボイスドラマ（2024年、アルフレリック・ハイピスト）

### シリーズ一覧
1. ↑  第1作（2016年）、第2作『魔法つかいプリキュア!!〜MIRAI DAYS〜』（2025年）
2. ↑  1st season（2019年）、2nd season（2022年）、season 3（2024年）